# 이태원 클라쓰 OST Part 3
《이태원 클라쓰 OST Part 3》는 JTBC의 드라마 《이태원 클라쓰》의 사운드트랙 음반이며, 하현우의 첫 사운드트랙 음반이기도 하다. 타이틀 곡은 돌덩이가 수록되었다.

## 개요
모든 것을 잃고도 자신의 소신만은 결코 잃지 않는 직진 청년 새로이(박서준)의 이야기를 뜨겁고 강렬한 사운드로 담아낸 곡이다.

## 작사와 작곡
만화 원작자인 조광진 직접 작사로 참여했고, 작사인 이치훈과 작곡인 박성일의 드라마 삽입곡이다.

## 트랙리스트
| #            | 제목                | 작사         | 작곡         | 재생 시간 |
| ------------ | ------------------- | ------------ | ------------ | --------- |
| 1.           | 〈돌덩이〉 (하현우) | 광진, 이치훈 | 박성일       | 3:29      |
| 2.           | 〈돌덩이 (Inst.)〉  |              | 박성일       | 3:29      |
| 총 재생 시간 | 총 재생 시간        | 총 재생 시간 | 총 재생 시간 | 6:58      |